# Estudio trascendental n.º 5

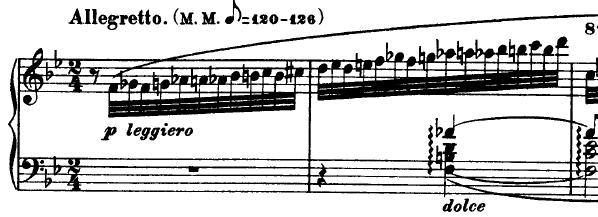
Inicio de "Feux follets".

El Estudio trascendental n.º 5 en si bemol mayor, "Feux follets" (francés: "Fuego fatuo") es una pieza para piano compuesta por Franz Liszt entre 1826 y 1851. Es el quinto de sus doce Estudios de ejecución trascendental, que son estudios para piano de gran dificultad. Se trata de una de las piezas más difíciles jamás escritas para piano.  

## Historia
Al igual que el resto de los études salvo uno, Feux follets conoció tres versiones, la primera versión Étude en douze exercices de 1826, la segunda Douze grandes études de 1837, y la tercera Douze études d'exécution trancendante, revisión de 1851. Esta última versión, de 1851, es la que se interpreta con más frecuencia.  

## Estructura y análisis
Emplea una gran cantidad de recursos pianísticos, entre las que cabe destacar rapidísimas notas dobles en la mano derecha. Las indicaciones pianissimo en las frases de notas dobles se oponen firmemente al deseo e incluso a la intuición del intérprete de tocarlas forte. 
Al comienzo de este estudio, el intérprete debe hacer frente a un extraño conjunto de notas ascendentes muy agudas que van acompañadas por amplios acordes arpegiados en la mano izquierda. Después de subir, las escalas vuelven, por lo que son descendentes. Entonces comienza un conjunto de notas dobles descendentes y apretados e incómodos espacios que se complican mucho más por la presencia por las indicaciones leggiero y pp. 
Tras esto se presenta el tema principal del estudio, que luego es contrarrestado por una nueva serie de notas dobles descendentes. Se vuelve al tema principal y también se repite otro rápido ascenso de notas agudas, como la introducción de la pieza, que ahora se vuelve a tocar, pero en este caso con la mano izquierda. El Estudio trascendental n.º5 termina con varios arpegios y acordes arpegiados.
A pesar de las dificultades de la pieza, el mayor desafío que supone la pieza es el de hacer justicia al carácter misterioso y fantástico que tiene. 